# Tenupedunculus haswelli
Tenupedunculus haswelli är en kräftdjursart som först beskrevs av Frank Evers Beddard 1886.  Tenupedunculus haswelli ingår i släktet Tenupedunculus och familjen Stenetriidae. Inga underarter finns listade i Catalogue of Life.